# Parafia Matki Bożej Fatimskiej w Porębie Wielkiej
Parafia Matki Bożej Fatimskiej w Porębie Wielkiej – parafia rzymskokatolicka, należąca do dekanatu Mszana Dolna w archidiecezji krakowskiej, wyodrębniona w 1989 z parafii w Niedźwiedziu. Opiekę nad nią sprawują księża diecezjalni. Funkcję kościoła parafialnego pełni wzniesiony w latach 1981-1991 kościół pw. Matki Bożej Fatimskiej. 
Odpust parafialny obchodzony jest w dniu 13 maja oraz 13 października. 
Proboszczem parafii jest ks. Zdzisław Bogdanik.